# Sequedin
Sequedin [səkdɛ̃] est une commune française, située dans le département du Nord (59) en région Hauts-de-France. Elle fait partie de la Métropole européenne de Lille.
Les habitants de la commune s'appellent les Sequedinois.

## Géographie

### Situation
Sequedin est une ville d'environ 4 346 habitants (2006) située à quelques kilomètres à l'ouest de Lille, voisine de Lomme, Loos, Haubourdin, Englos. Sequedin est à la porte des Weppes.

### Communes limitrophes
|                          |            | Lille |
| Englos                   | Sequedin   |       |
| Hallennes-lez-Haubourdin | Haubourdin | Loos  |

### Hydrographie

#### Réseau hydrographique
La commune est située dans le bassin Artois-Picardie. Elle est drainée par le canal de la Deûle, la rigole du Nord, le Courant de Sequedin, la Sequedin et divers autres petits cours d'eau,.
Le canal de la Deûle est un canal, chenal navigable, d'une longueur de 59 km, prend sa source dans la commune de Douai et se jette  dans la Lys à Deûlémont, après avoir traversé 40 communes. 

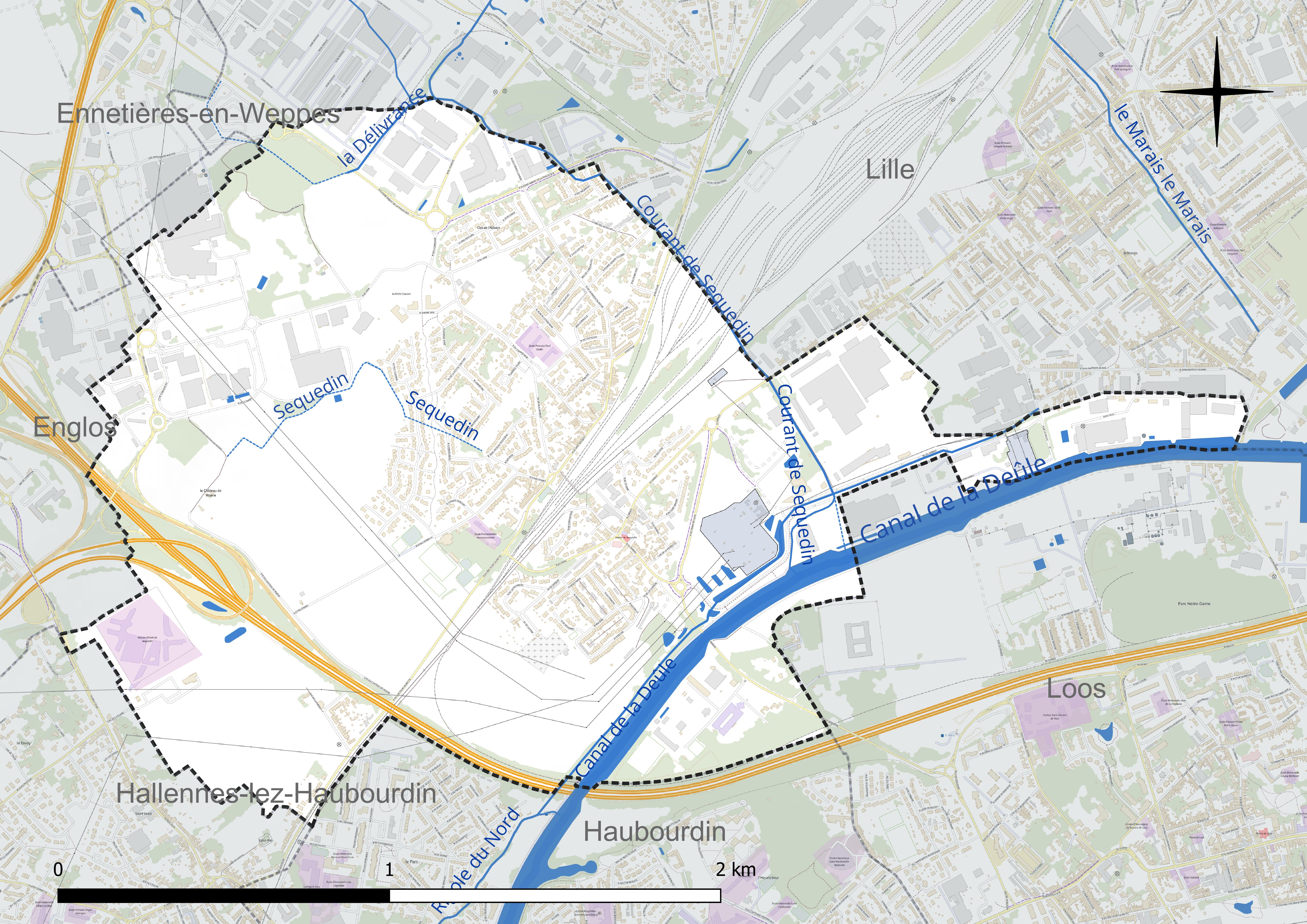
Réseau hydrographique de Sequedin.

La Rigole du Nord, d'une longueur de 16 km, prend sa source dans la commune de Bauvin et se jette  dans le canal de la Deûle sur la commune, après avoir traversé sept communes. 

#### Gestion et qualité des eaux
Le territoire communal est couvert par le schéma d'aménagement et de gestion des eaux (SAGE) « Marque Deûle ». Ce document de planification concerne un territoire de 1 120 km2 de superficie, délimité par les bassins versants de la Marque et de la Deûle, formant une vaste cuvette sédimentaire de 40 km de long et de 25 km de large, où la pente est très faible. Le périmètre a été arrêté le 2 décembre 2005 et le SAGE proprement dit a été approuvé le 9 mars 2020. La structure porteuse de l'élaboration et de la mise en œuvre est la Métropole européenne de Lille. 
La qualité des cours d'eau peut être consultée sur un site dédié géré par les agences de l'eau et l'Agence française pour la biodiversité. 

### Climat
Pour des articles plus généraux, voir Climat des Hauts-de-France et Climat du Nord.
En 2010, le climat de la commune est de type climat océanique dégradé des plaines du Centre et du Nord, selon une étude du CNRS s'appuyant sur une série de données couvrant la période 1971-2000. En 2020, Météo-France publie une typologie des climats de la France métropolitaine dans laquelle la commune est exposée à un climat océanique et est dans la région climatique  Nord-est du bassin Parisien, caractérisée par un ensoleillement médiocre, une pluviométrie moyenne régulièrement répartie au cours de l'année et un hiver froid (3 °C).
Pour la période 1971-2000, la température annuelle moyenne est de 10,6 °C, avec une amplitude thermique annuelle de 14,3 °C. Le cumul annuel moyen de précipitations est de 674 mm, avec 12,3 jours de précipitations en janvier et 8,8 jours en juillet. Pour la période 1991-2020, la température moyenne annuelle observée sur la station météorologique la plus proche, située sur la commune de Lesquin à 10 km à vol d'oiseau, est de 11,3 °C et le cumul annuel moyen de précipitations est de 740,0 mm,. Pour l'avenir, les paramètres climatiques de la commune estimés pour 2050 selon différents scénarios d'émission de gaz à effet de serre sont consultables sur un site dédié publié par Météo-France en novembre 2022.

## Urbanisme

### Typologie
Au 1er janvier 2024, Sequedin est catégorisée grand centre urbain, selon la nouvelle grille communale de densité à sept niveaux définie par l'Insee en 2022.
Elle appartient à l'unité urbaine de Lille (partie française), une agglomération internationale regroupant 60  communes, dont elle est une commune de la banlieue,,. Par ailleurs la commune fait partie de l'aire d'attraction de Lille (partie française), dont elle est une commune du pôle principal,. Cette aire, qui regroupe 201 communes, est catégorisée dans les aires de 700 000 habitants ou plus (hors Paris),.

### Occupation des sols
L'occupation des sols de la commune, telle qu'elle ressort de la base de données européenne d'occupation biophysique des sols Corine Land Cover (CLC), est marquée par l'importance des territoires artificialisés (74 % en 2018), en augmentation par rapport à 1990 (50,2 %). La répartition détaillée en 2018 est la suivante : 
zones industrielles ou commerciales et réseaux de communication (40,7 %), zones urbanisées (33,3 %), terres arables (20,5 %), prairies (4,1 %), forêts (1,4 %). L'évolution de l'occupation des sols de la commune et de ses infrastructures peut être observée sur les différentes représentations cartographiques du territoire : la carte de Cassini (XVIIIe siècle), la carte d'état-major (1820-1866) et les cartes ou photos aériennes de l'IGN pour la période actuelle (1950 à aujourd'hui).

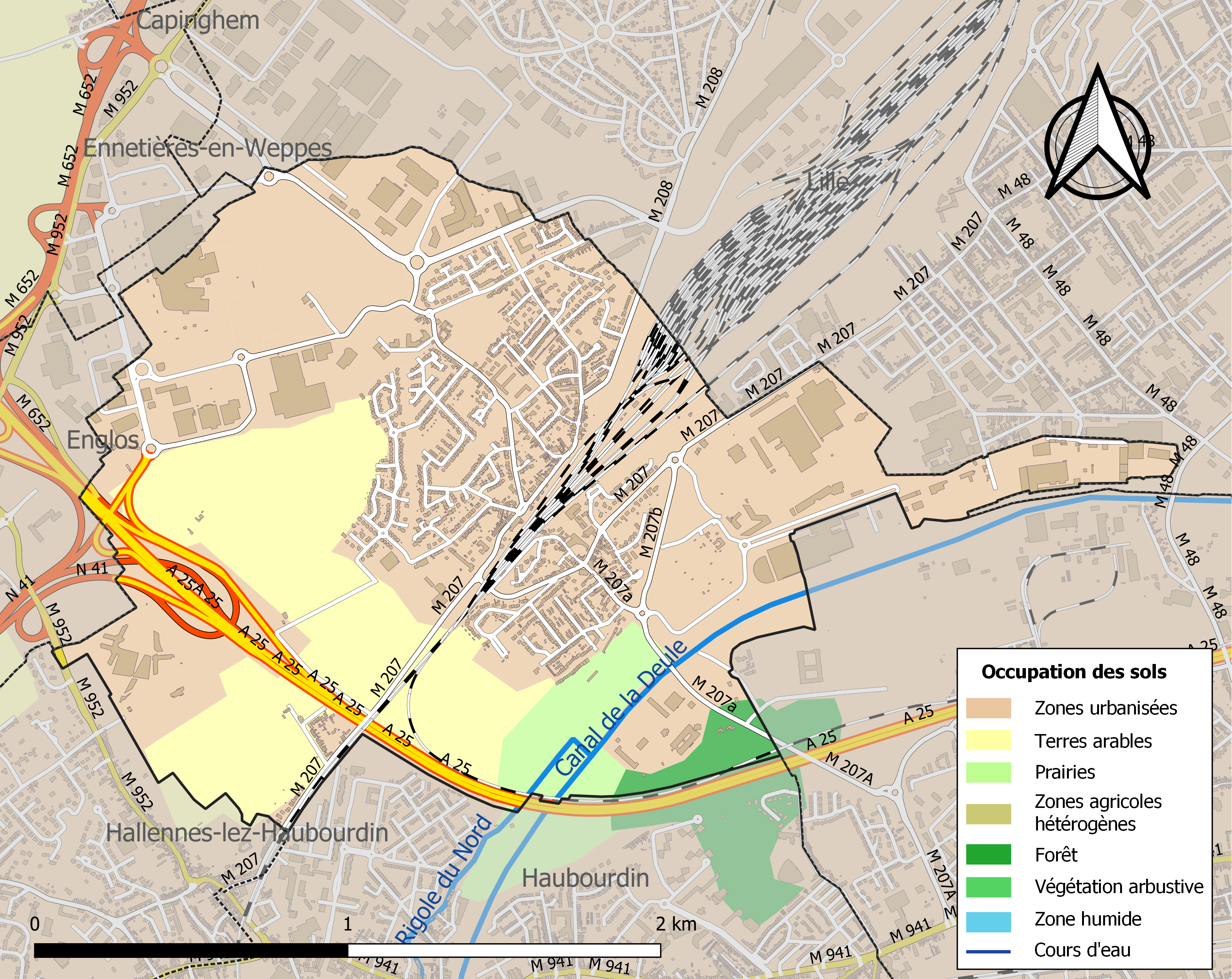
Carte des infrastructures et de l'occupation des sols de la commune en 2018 (CLC).

### Voies de communication et transports
La commune est desservie, en 2023, par les lignes CO2, CO3, 914, 915 et par la ligne de transport à la demande 22R du réseau Ilévia.

## Héraldique
|  | Les armes de Sequedin se blasonnent ainsi : « Parti d'azur et d'or, au nom de Sequedin mis en fasce, entre deux cotices d'argent sur l'azur et de sable sur l'or. » |

## Politique et administration
Maire de 1802 à 1807 : Pierre J. Lelong,.
| Période                                  | Période   | Identité          | Étiquette | Qualité                                                                |
| ---------------------------------------- | --------- | ----------------- | --------- | ---------------------------------------------------------------------- |
| 1876                                     | 1882      | Henri Philippo    |           |                                                                        |
| 1882                                     | 1884      | Jules Six         |           | Adjoint au maire faisant fonction de maire                             |
| 1884                                     | 1884      | Jules Six         |           | Adjoint au maire faisant fonction de maire                             |
| 1884                                     | 1892      | Alfred Blaquart   |           |                                                                        |
| 1892                                     | 1896      | Jules Six         |           |                                                                        |
| 1896                                     | 1897      | Louis Defives     |           |                                                                        |
| 1897                                     | 1897      | Constant Becquart |           | Adjoint au maire faisant fonction de maire                             |
| 1897                                     | 1900      | Constant Becquart |           |                                                                        |
| 1900                                     | 1908      | Alfred Blanquart  |           |                                                                        |
| 1908                                     | 1914      | Alfred Thiriez    |           |                                                                        |
| 1914                                     | 1916      | Charles Dauby     |           | Conseiller municipal, en l'absence du maire et de l'adjoint, mobilisés |
| 1916                                     | 1918      | Émile Manten      |           | Président de la délégation provisoire                                  |
| 1919                                     | 1935      | Alfred Thiriez    |           |                                                                        |
| 1935                                     | 1937      | Charles Dauby     |           |                                                                        |
| 1937                                     | 1944      | Henri Proot       |           |                                                                        |
| 1944                                     | 1945      | Maurice Surmont   |           | Président de la délégation municipale                                  |
| 1945                                     | mars 1977 | Paul Godin        |           |                                                                        |
| mars 1977                                | mars 2001 | Jacques Cense     |           |                                                                        |
| mars 2001                                | mai 2020  | René Dubuisson    | DVD       |                                                                        |
| mai 2020                                 | En cours  | Christian Lewille | DVC       | Retraité, ancien adjoint                                               |
| Les données manquantes sont à compléter. |           |                   |           |                                                                        |

## Population et société

### Démographie

#### Évolution démographique
L'évolution du nombre d'habitants est connue à travers les recensements de la population effectués dans la commune depuis 1793. Pour les communes de moins de 10 000 habitants, une enquête de recensement portant sur toute la population est réalisée tous les cinq ans, les populations de référence des années intermédiaires étant quant à elles estimées par interpolation ou extrapolation. Pour la commune, le premier recensement exhaustif entrant dans le cadre du nouveau dispositif a été réalisé en 2005.

En 2022, la commune comptait 4 722 habitants, en évolution de +0,47 % par rapport à 2016 (Nord : +0,51 %, France hors Mayotte : +2,11 %).
| 1793 | 1800 | 1806 | 1821 | 1831 | 1836 | 1841 | 1846 | 1851 |
| ---- | ---- | ---- | ---- | ---- | ---- | ---- | ---- | ---- |
| 588  | 504  | 544  | 533  | 567  | 587  | 593  | 585  | 578  |

| 1856 | 1861 | 1866 | 1872 | 1876 | 1881 | 1886 | 1891 | 1896 |
| ---- | ---- | ---- | ---- | ---- | ---- | ---- | ---- | ---- |
| 594  | 640  | 678  | 633  | 681  | 648  | 732  | 777  | 834  |

| 1901 | 1906 | 1911 | 1921 | 1926 | 1931  | 1936  | 1946 | 1954  |
| ---- | ---- | ---- | ---- | ---- | ----- | ----- | ---- | ----- |
| 865  | 894  | 923  | 831  | 913  | 1 027 | 1 040 | 898  | 1 103 |

| 1962  | 1968  | 1975  | 1982  | 1990  | 1999  | 2005  | 2006  | 2010  |
| ----- | ----- | ----- | ----- | ----- | ----- | ----- | ----- | ----- |
| 1 681 | 2 723 | 2 966 | 3 384 | 3 340 | 3 627 | 3 734 | 4 346 | 4 385 |

| 2015  | 2020  | 2022  | - | - | - | - | - | - |
| ----- | ----- | ----- | - | - | - | - | - | - |
| 4 692 | 4 812 | 4 722 | - | - | - | - | - | - |

#### Pyramide des âges
La population de la commune est relativement jeune.
En 2018, le taux de personnes d'un âge inférieur à 30 ans s'élève à 35,5 %, soit en dessous de la moyenne départementale (39,5 %). À l'inverse, le taux de personnes d'âge supérieur à 60 ans est de 22,4 % la même année, alors qu'il est de 22,5 % au niveau départemental.
En 2018, la commune comptait 2 632 hommes pour 2 107 femmes, soit un taux de 55,54 % d'hommes, largement supérieur au taux départemental (48,23 %).
Les pyramides des âges de la commune et du département s'établissent comme suit.
| Hommes | Classe d’âge | Femmes |
| ------ | ------------ | ------ |
| 0,3    | 90 ou +      | 0,8    |
| 4,9    | 75-89 ans    | 9,1    |
| 13,1   | 60-74 ans    | 17,7   |
| 19,0   | 45-59 ans    | 20,9   |
| 24,0   | 30-44 ans    | 19,8   |
| 24,9   | 15-29 ans    | 17,1   |
| 13,8   | 0-14 ans     | 14,6   |

| Hommes | Classe d’âge | Femmes |
| ------ | ------------ | ------ |
| 0,5    | 90 ou +      | 1,4    |
| 5,3    | 75-89 ans    | 8,1    |
| 14,8   | 60-74 ans    | 16,2   |
| 19,1   | 45-59 ans    | 18,4   |
| 19,5   | 30-44 ans    | 18,7   |
| 20,7   | 15-29 ans    | 19,1   |
| 20,2   | 0-14 ans     | 18     |

## Lieux et monuments
- La maison d'arrêt.
- Le Centre de valorisation organique de Sequedin.
- L'ancienne gare.

## Économie
Depuis 2011, la commune abrite le siège français du leader européen de l'électronique grand public Conrad. On compte une centaine de salariés sur le site.

## Jumelages
Maureilhan (France)

## Pour approfondir